# Quarna Sopra
Quarna Sopra är en ort och kommun i provinsen Verbano Cusio Ossola i regionen Piemonte i Italien. Kommunen hade 252 invånare (2018).